# IKEA Billy

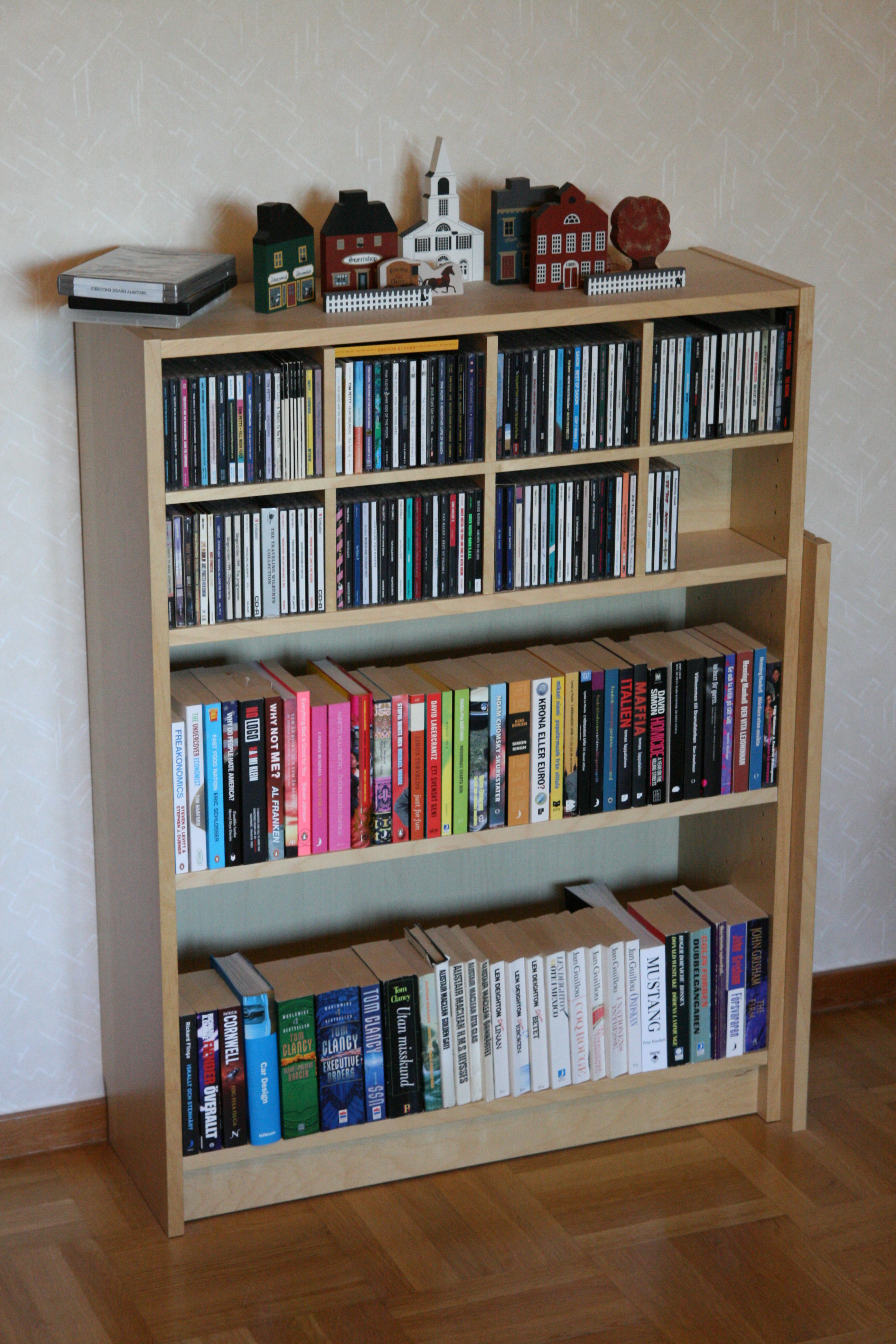
Półka IKEA Billy w wersji 106×80 cm

IKEA Billy – seria regałów na książki produkowanych przez szwedzkiego producenta mebli IKEA, stworzona w 1979 przez projektanta Gillisa Lundgrena. Od wprowadzenia do sprzedaży serii do 2017 sprzedano „ponad 41 milionów” lub „niemal 60 milionów” egzemplarzy regałów, co czyni ją jedną z najpopularniejszych serii meblarskich świata. Z tego względu seria wykorzystywana jest jako jeden z symboli globalizacji, agencja Bloomberg używa także lokalnej ceny jednego regału do szacowania siły nabywczej pieniądza, na podobieństwo tzw. Big Mac index. W 2017 radio BBC World Service umieściło serię Billy na liście „50 przedmiotów, które stworzyły współczesną ekonomię”.
Zbudowane z prostej płyty wiórowej pokrytej fornirem lub okleiną z tworzyw sztucznych regały dostępne są w dwóch wysokościach (106 i 202 cm), z półkami o szerokości 80 lub 40 cm, w kilku wersjach kolorystycznych. Możliwe jest również dokupienie opcjonalnych drzwi.
Regały produkowane są od początku w zakładzie produkcyjnym Gyllensvaans Möbler w szwedzkim Kattilstorp. Dzięki optymalizacji produkcji, logistyki i transportu, a także automatyzacji produkcji, od lat 70. XX wieku koszt produkcji jednego regału spadł o 30 proc. Od lat 80. produkcja zakładu wzrosła 37-krotnie, jego zatrudnienie - dwukrotnie, obecnie zakład produkuje 130 tys. regałów tygodniowo, jeden co trzy sekundy.

## Konstrukcja
Części regału produkowane są z pokrytej okleiną plastikową lub fornirem płyty wiórowej. Brzegi płyty zabezpiecza plastikowa okleina. Gotowe regały składają się z korpusu, w którego bocznych ścianach wywiercone są co 32 milimetry otwory. Umieszczone w nich przez użytkownika metalowe kołki stanowią podporę dla półek o szerokości 40 lub 80 centymetrów. Półki i korpusy dostępne są w kilkunastu różnych wersjach kolorystycznych, możliwe jest również dokupienie opcjonalnych drzwi. Podobnie jak większość innych mebli tego producenta, regały Billy sprzedawane są w formie płaskich paczek, do samodzielnego montażu.

## Billy Index
Za podstawę swojego Billy Index, czyli indeksu regału Billy, serwis Bloomberg przyjął najbardziej podstawową wersję regału: białą, o wysokości 202 centymetrów, szerokości 80 i głębokości 28. W 2015 średnia cena wśród 48 krajów wynosiła 58,10 dolara amerykańskiego; najniższe ceny regałów odnotowano na Słowacji i w Polsce (ok. 40 USD), najwyższe w Egipcie i na Dominikanie (ok. 100 dolarów).